# La Chapèla d'Aurec
La Chapelle-d'Aurec és un municipi francès situat al departament de l'Alt Loira i a la regió d'Alvèrnia-Roine-Alps. L'any 2007 tenia 803 habitants.

## Demografia

### Població
El 2007 la població de fet de La Chapelle-d'Aurec era de 803 persones. Hi havia 286 famílies de les quals 50 eren unipersonals (21 homes vivint sols i 29 dones vivint soles), 79 parelles sense fills, 145 parelles amb fills i 12 famílies monoparentals amb fills.
La població ha evolucionat segons el següent gràfic:
Habitants censats

### Habitatges
El 2007 hi havia 355 habitatges, 288 eren l'habitatge principal de la família, 54 eren segones residències i 13 estaven desocupats. 315 eren cases i 28 eren apartaments. Dels 288 habitatges principals, 242 estaven ocupats pels seus propietaris, 36 estaven llogats i ocupats pels llogaters i 9 estaven cedits a títol gratuït; 1 tenia una cambra, 9 en tenien dues, 40 en tenien tres, 91 en tenien quatre i 146 en tenien cinc o més. 247 habitatges disposaven pel capbaix d'una plaça de pàrquing. A 99 habitatges hi havia un automòbil i a 173 n'hi havia dos o més.

### Piràmide de població
La piràmide de població per edats i sexe el 2009 era:
| Homes | Edats   | Dones |
| ----- | ------- | ----- |
| 0     | 95 o +  | 4     |
| 0     | 90 a 94 | 4     |
| 0     | 85 a 89 | 0     |
| 4     | 80 a 84 | 0     |
| 8     | 75 a 79 | 12    |
| 8     | 70 a 74 | 12    |
| 4     | 65 a 69 | 4     |
| 12    | 60 a 64 | 4     |
| 16    | 55 a 59 | 24    |
| 24    | 50 a 54 | 32    |
| 20    | 45 a 49 | 4     |
| 36    | 40 a 44 | 28    |
| 24    | 35 a 39 | 28    |
| 28    | 30 a 34 | 20    |
| 28    | 25 a 29 | 28    |
| 12    | 20 a 24 | 20    |
| 28    | 15 a 19 | 12    |
| 16    | 10 a 14 | 20    |
| 40    | 5 a 9   | 16    |
| 20    | 0 a 4   | 32    |

## Economia
El 2007 la població en edat de treballar era de 544 persones, 401 eren actives i 143 eren inactives. De les 401 persones actives 374 estaven ocupades (199 homes i 175 dones) i 27 estaven aturades (13 homes i 14 dones). De les 143 persones inactives 41 estaven jubilades, 56 estaven estudiant i 46 estaven classificades com a «altres inactius».

### Ingressos
El 2009 a La Chapelle-d'Aurec hi havia 312 unitats fiscals que integraven 897,5 persones, la mediana anual d'ingressos fiscals per persona era de 19.181 €.

### Activitats econòmiques
Dels 36 establiments que hi havia el 2007, 5 eren d'empreses de fabricació d'altres productes industrials, 5 d'empreses de construcció, 11 d'empreses de comerç i reparació d'automòbils, 4 d'empreses d'hostatgeria i restauració, 2 d'empreses financeres, 1 d'una empresa immobiliària, 7 d'empreses de serveis i 1 d'una empresa classificada com a «altres activitats de serveis».
Dels 10 establiments de servei als particulars que hi havia el 2009, 3 eren tallers de reparació d'automòbils i de material agrícola, 1 guixaire pintor, 1 fusteria, 1 lampisteria, 3 restaurants i 1 agència immobiliària.
Dels 3 establiments comercials que hi havia el 2009, 1 era una botiga de menys de 120 m², 1 una botiga d'equipament de la llar i 1 un drogueria.
L'any 2000 a La Chapelle-d'Aurec hi havia 22 explotacions agrícoles que ocupaven un total de 427 hectàrees.

## Equipaments sanitaris i escolars
El 2009 hi havia una escola elemental.

## Poblacions més properes
El següent diagrama mostra les poblacions més properes.